# Hirtigaleruca aptera
Hirtigaleruca aptera es una especie de insecto coleóptero de la familia Chrysomelidae.
Fue descrita científicamente en 1962 por Chujo.